# Il re di Girgenti
(incipit de "Il re di Girgenti")
Il re di Girgenti è un romanzo storico di Andrea Camilleri pubblicato dall'editore Sellerio nel 2001, unico scritto interamente in siciliano.
In una nota posta al termine del romanzo Camilleri racconta quale fu il motivo d'ispirazione del racconto. Nel giugno del 1994 in una libreria romana gli capitò sottocchio un libretto intitolato Agrigento dove si narrava un episodio avvenuto nella città che in passato si chiamava Girgenti.
Il popolo d'Agrigento, sopraffatta e cacciata la guarnigione sabauda che presidiava la città in nome di un re scomunicato dal papa, aveva eletto come suo sovrano Zosimo, un contadino che poi soccombette al ritorno dei soldati sabaudi.
Camilleri scoprì in quell'occasione che Agrigento, la città a pochi chilometri dal suo paese natio, era stata una monarchia ed incuriosito si mise in contatto con Antonino Marrone, l'autore del libretto, il quale gli raccontò che egli aveva attinto per la stesura del suo libro a un'opera intitolata Memorie storiche agrigentine di Giuseppe Picone edite nel 1866.
Tramite un amico, Camilleri ne poté consultare una copia fotostatica dove però non si capiva bene quale fosse stata la fine di Zosimo, re di Girgenti, definito dall'autore «una belva feroce».
Camilleri trovò altre brevissime notizie di Zosimo nel primo dei tre volumi di Luigi Riccobene Sicilia ed Europa edito da Sellerio nel 1996.
Questa ritrosia a parlare della vita di questo singolare personaggio convinse Camilleri a scrivere una biografia di Zosimo, questa però del tutto inventata trasformando la realtà storica in un grottesco racconto fiabesco dai mille personaggi e dai mille avvenimenti tra cui quello tragicomico della Controversia liparitana.

## Trama
Zosimo Gisuè, contadino che si è appena affrancato dalla miseria in cui ha vissuto nei primi tempi del suo matrimonio con la bella e fedele Filonia, ha avuto la fortuna ma anche la sventura di aver sentito gridare aiuto nella notte e di aver salvato la vita al principe don Filippo Pensabene che appeso a un cespuglio stava per precipitare in un burrone.
La fortuna, perché sarà ricompensato dal principe, la sventura, perché entrerà suo malgrado in un gioco di potere molto più grande di lui.
Il principe che ha perso al gioco ogni sua proprietà vuole suicidarsi con l'aiuto di Gisuè che in cambio riceverà una somma di denaro. Gisuè soddisferà il volere del principe ma sarà accusato della sua morte dal duca Sebastiano Venasco Pes y Pes, nuovo padrone e genero del viceré che fa imprigionare Gisuè imponendo al capitano di giustizia, don Stellario Spidicato, di accusarlo dell'omicidio del nobiluomo.
Il duca farà anche uccidere il valletto omosessuale Cocò, servitore devoto e sottomesso, anche sessualmente, al principe defunto, che aveva riferito di aver sentito il suo padrone mettersi d'accordo con Gisuè per essere aiutato a morire.
Il duca Pes y Pes ha un grande rimpianto: non riesce ad avere un figlio da sua moglie Isabella; pensa allora di usare la prestanza fisica di Gisuè per ingravidare la focosa moglie: in cambio di questo "servizio" libererà il contadino. La nobildonna sarà soddisfatta tanto che rifiuterà di avere qualsiasi rapporto con il duca che l'allontanerà mandandola a Palermo dove partorirà il figlio di Gisuè: Simon de Pes y Pes.
Zosimo ormai libero grazie alle sue "qualità" mette incinta la notte successiva anche la moglie Filònia che darà alla luce nel giugno del 1670, in una sorta di epifania, Michele Zosimo, chiamato da tutti Zosimo, che dà subito segni prodigiosi: anziché piangere come fanno abitualmente i neonati, scoppia in un riso fragoroso, ad appena tre mesi non vuole più il latte materno, mangia olive e sarde salate e beve vino, a sette mesi parla fluentemente.
Tutto questo fa sospettare la presenza diabolica. Viene quindi chiamato padre Ugo Ferlìto detto Uhu, un personaggio a metà tra il santo parrino(prete) e l'esaltato religioso che ogni tanto appare nel corso del romanzo sempre più magro ed evanescente. Padre Uhu accerta l'assenza del diavolo e le meravigliose doti d'intelligenza del piccolo Zosimo a cui il mago Apparenzio e il suo pappagallo parlante hanno predetto che diventerà re. Sorte più modesta toccherà al fratello Peppino, destinato a rimanere contadino, che si guadagnerà il pane con la fatica nei campi.
La siccità e la carestia che ne segue colpiscono il popolo di Montelusa, che invoca l'acquisto di grano dall'avido vescovo Raina che sarà costretto a rifugiarsi dal vescovo di Caltanissetta per la ribellione guidata da Zosimo.
La città di Montelusa subirà anche il flagello della peste diffusa dal tappeto di un pirata arabo durante la quale moriranno i familiari di Zosimo, che scamperà al morbo e sarà alla fine liberato dalla prigione dov'era stato rinchiuso perché per non far diffondere la peste in città si era opposto alla volontà del vescovo di far celebrare una messa in cattedrale, e non riuscendo a convincerlo aveva dato fuoco a tutte le chiese.
La storia di Zosimo s'intreccerà con episodi tragici e grotteschi come l'apparizione di un diavolo in groppa a un coccodrillo, evocato da padre Uhu che subirà le crudeli torture dell'Inquisizione e che morirà tuffandosi in un calderone d'olio bollente. Nonostante già morto, sarà lo stesso condannato al rogo il suo cadavere che, riempito di esplosivo da Zosimo, esploderà come una bomba durante l'auto da fè.
Interverrà nella vita di Zosimo anche la grande storia, con il passaggio della Sicilia dagli Spagnoli ai Savoiardi dopo la pace di Utrecht (1713) che sostituiranno al malgoverno spagnolo l'affamamento del popolo con la loro avidità fiscale.
“Si cunta e si boncunta” poi come, dopo una serie di tormentate vicende, nel 1718 Zosimo diventa re di Montelusa, a cui dà il vecchio nome arabo di Girgenti e che inciderà le sue nuove leggi sul tronco di un sorbo scortecciato.
I nobili non accetteranno le nuove leggi che impongono la cessione della metà dei latifondi ai contadini e quindi tradiranno Zosimo e lo consegneranno ai suoi nemici.
Ancora una volta in prigione, Zosimo, come quando era bambino, si fabbrica una comerdia (un aquilone) di cui terrà stretto nella sua mano un capo riuscendo così a sfuggire alla lama del boia innalzandosi nel libero cielo della fantasia.

### La controversia liparitana
«Lu Santu Patri nni livau la missa,

lu Re conza la furca a li parrini,

la Sicilia è fatta carni di sasizza,

cca c'è la liggi dî sarracini.»

(Il Santo Padre ci tolse la Messa, il Re appronta la forca per i preti, la Sicilia è fatta carne da macello (per salsicce), qui ormai c'è la legge dei musulmani. Da un canto popolare siciliano)
Ecco come andò la faccenda come la racconta Camilleri che riprende un fatto storico di cui si occupò anche Leonardo Sciascia in una sua opera:
La tristi facenna era principiata una jornata ai primi di novembrino ...per una sullenissima minchiata. Il vescovo di Lipari aviva mannato du servi so al mercato per vendere quattro sacchi di ciceri...du catapani, che erano guardie spagnole appena nominate...addimannarono ai servi di pagare la tassa. I servi si arrefutarono...Allora i du catapani assiquistrarono un sacco... Sconoscivano le liggi in base alle quali i parrina non pagavano gabelle. Quanno il vescovo seppe la faccenna arraggiò come un cani, tanto che i du' catapani s'addecisero a restituire il sacco. Appena se li vitti davanti, il vescovo incaniò ancora di più, fece voci che era stato compiuto sacrilegio, dato che i ciceri erano sacri perché lui li aveva benidiciuti, e fulminò i du' poverazzi con l'anatema. (da Il re di Girgenti pagg. 317-318)
In Sicilia c'era però da secoli una legge, l'Apostolica Legazia, per cui nessun membro del clero, compreso il Papa poteva lanciare anatemi, interdetti o scomuniche senza l'approvazione del magistrato laico Giudice di Monarchia, che allora era Miranda, il quale dichiarò nullo l'anatema del vescovo.
Il vescovo di Lipari mandò allora al viceré, che stava a Messina, un suo prete con una lettera a chiedere il licenziamento del giudice Miranda, cento messe di riparazione, l'arresto dei due soldati spagnoli e cento sacchi di ceci.
Il Viceré fece imprigionare il legato con tutta la lettera. Il vescovo di Lipari andò a Messina per chiedere spiegazioni ma non fu ricevuto ed allora si recò dal Papa che scomunicò Miranda e diede ragione al vescovo ribadendo in una lettera ai magistrati siciliani la facoltà del clero di disporre anatemi, interdetti e scomuniche.
Il governo siciliano dichiarò nulla la lettera senza la firma del viceré e proibi che si parlasse della faccenda nelle chiese dove invece se ne parlò ampiamente come fecero i vescovi di Messina e Catania che il Viceré fece mandar via dalla Sicilia.
Da quel momento i preti fecero chiudere le chiese e non si amministrarono più i sacramenti.
Con il trattato dell'Aja (1718) che pose fine alla guerra della Quadruplice Alleanza, la Sicilia passò sotto il governo austriaco che mise fine alla controversia inducendo il Papa Benedetto XIII a riconoscere la validità della "Apostolica Legatia" annullando l'interdetto.

## Edizioni
- Il re di Girgenti, Collana La memoria n.520, Palermo, Sellerio, 2001,  pp. 448, cap. 24, ISBN 88-389-1668-3. - Milano, Mondolibri, 2002.
- in  Romanzi storici e civili, a cura di Salvatore Silvano Nigro, Collana I Meridiani, Milano, Mondadori, 2004, ISBN 978-88-045-1929-4.
- Il re di Girgenti. Seguito da una appendice di testi originali dell’autore, Introduzione di Salvatore Silvano Nigro, Fuori collana n.31, Palermo, Sellerio, 2021, ISBN 978-88-389-4227-3.